# Tour de France 1986
73. ročník cyklistického závodu Tour de France se konal mezi 4. a 27. červencem 1986. Vítězem se stal Američan Greg LeMond, který se stal prvním neevropským vítězem jakékoliv Grand Tour. Obhájce vítězství Bernard Hinault dojel na druhém místě a Švýcar Urs Zimmermann dokončil na třetím místě. Závod byl organizován Amaury Sport Organisation a byl vysílán v televizi v 72 zemích, s celkovým počtem diváků odhadovaným na 1 miliardu.
Vítězem vrchařské soutěže se stal Bernard Hinault, Eric Vanderaerden (Panasonic–Merckx–Agu) vyhrál bodovací soutěž a Andrew Hampsten (La Vie Claire) vyhrál soutěž mladých jezdců. Tým La Vie Claire vyhrál soutěž týmů i díky tomu, že měl 4 jezdce v první desítce celkového pořadí. Náskok La Vie Claire na druhý tým, Peugeot–Shell, činil 1 hodinu a 51 minut.

## Týmy
23 týmů podalo v červnu žádost o start na Tour de France 1986. Organizátoři Tour Amaury Sport Organisation přijali 21 žádostí, takže se na start postavilo 21 týmů. Každý tým poslal do Francie 10 jezdců, celkem tedy odstartovalo 210 jezdců. Průměrný věk závodníků byl 26,58 let. Nejmladším jezdcem byl Peter Stevehaagen (21 let) a nejstarším jezdcem byl úřadující světový šampion a vítěz Tour de France 1980 Joop Zoetemelk (39 let). Zoetemelk začal svou 16. Tour de France, čímž stanovil rekord, který vydržel až do roku 2016, kdy ho vyrovnal Francouz Sylvain Chavanel. Tým Seat–Orbea měl nejnižší průměrný věk jezdců, zato tým Gis Gelati měl nejvyšší průměrný věk jezdců.
Týmy, které se zúčastnily závodu, byly:
- 7–Eleven
- Café de Colombia–Varta
- Carrera Jeans–Vagabond
- Fagor
- Gis Gelati
- Kwantum–Decosol–Yoko
- Hitachi–Robland
- Joker–Emerxil–Merckx
- Kas
- La Vie Claire
- Malvor–Bottecchia–Sidi
- Panasonic–Merckx–Agu
- PDM–Concorde
- Peugeot–Shell
- Postobón–Manzana–Ryalcao
- Reynolds
- RMO–Cycles Méral–Mavic
- Seat–Orbea
- Système U
- Teka
- Zor–BH

## Favorité před závodem
Pětinásobný vítěz Tour de France a obhájce vítězství Bernard Hinault (La Vie Claire) přislíbil podporu svému týmovému kolegovi Gregu LeMondovi, jenž před rokem dokončil na 2. místě, po kontroverzi během závodu, kdy LeMond cítil, že šance na vítězství mu byla upřena kvůli taktice týmu. La Vie Claire byl proto považován za nejsilnější tým, vzhledem k tomu, že tým zahrnoval i další silné jezdce jako Andrew Hampsten, jenž vyhrál Tour de Suisse pár týdnů před závodem. Před startem Tour Hinault oznámil, že to bude poslední Tour de France jeho kariéry. Při startu si byl LeMond jistý svými šancemi a vytušil, že se mu bude hodit mít během závodu Hinaulta po ruce. Ačkoliv Hinault všechny ujišťoval, že bude podporovat LeMonda, myšlenka na možné šesté vítězství na Tour byla velmi lákavá. V průzkumu mezi 15 nizozemskými novináři 8 jmenovalo Hinaulta za svého favorita a pouze 3 vybrali LeMonda. LeMondova sezóna do Tour de France byla dobrá, ale stále nezískal ani jedno vítězství; dokončil druhý na Milán–San Remu, třetí na Paříž–Nice, čtvrtý na Giru d'Italia a třetí na Tour de Suisse.
Laurent Fignon (Système U), vítěz z let 1983 a 1984, pracoval na svém návratu poté, co vyhrál klasiku Valonský šíp na jaře. O rok dříve ztratil šanci na obhajobu titulu kvůli operaci zanícené Achillovy šlachy. Juan Mora z deníku El País věřil, že by závod mohl být zvýrazněn duelem mezi Fignonem a Hinaultem. Také jmenoval LeMonda a Charlyho Motteta jako potenciální kandidáty na vítězství, pokud by jejich týmoví kapitáni - Hinault a Fignon - nebyli schopni závodit na očekávané úrovni. Mora také věřil, že Pedro Delgado bude nejlepším španělským favoritem pro vítězství říkající, že jeho tým PDM–Concorde by měl zajet dobře týmovou časovku. Gian Paolo Ormezzano z deníku La Stampa věřil, že se na start nepostavil žádný italský jezdec, který by byl schopen vyhrál celkové pořadí, i přes fakt, že se na start postavily 3 italské týmy, což bylo nejvíce od roku 1979. Ormezzano si také myslel, že největšími favority na vítězství jsou Hinault a Fignon. Fignon později napsal ve své autobiografii, že nesdílel pohled na sebe jako na favorita. Napsal: "Cítil jsem se psychicky špatně. […] Moje tělo - a zřejmě i moje mysl - zaznamenávalo hluboké vyčerpání spíše než nutkání zkusit vyhrát." Stephen Roche (Carrera Jeans–Vagabond), jenž byl předchozí rok třetí celkově, si zranil své koleno na závodu Šest dní v Paříži během zimy, kvůli čemu musel v dubnu podstoupit nutnou operaci. Na Tour tedy přijel mimo formu. Pětinásobný vítěz Tour de France Jacques Anquetil jmenoval Luise Herreru za svého hlavního favorita. Herrera sám prohlásil: "Pokud neztratím více než 10 minut před horami, budu schopen vyhrát." 
Sean Kelly (Kas) byl považován za hlavního favorita na vítězství v bodovací soutěži, vzhledem k tomu, že tuto klasifikaci vyhrál třikrát z předchozích 4 ročníků. Bohužel, nehoda během poslední etapy Tour de Suisse ho připravila o možnost startovat na Tour. Díky tomu byl Adri van der Poel (Kwantum–Decosol–Yoko) považován za hlavního favorita na vítězství v této soutěži.

## Trasa a etapy

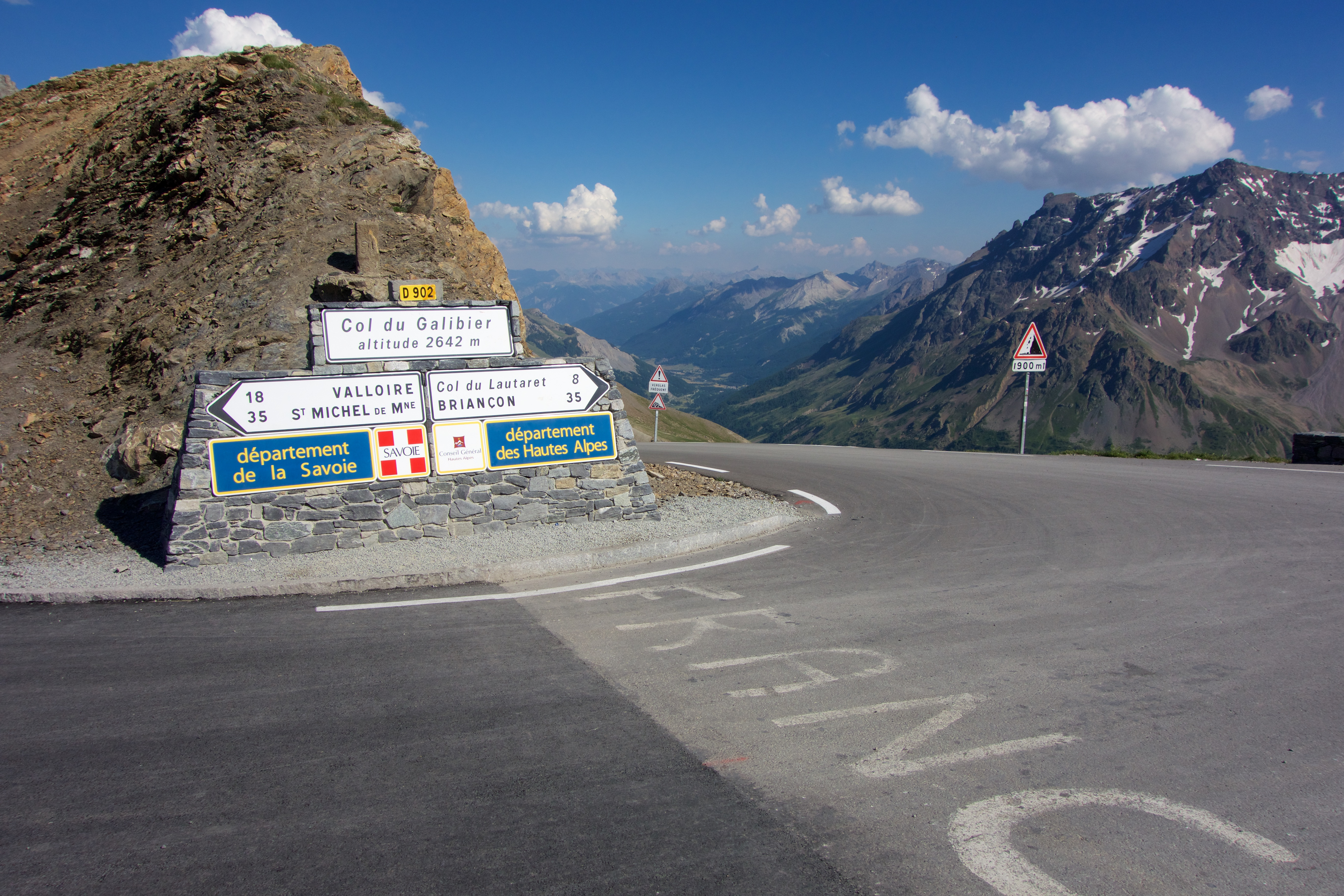
Col du Galibier byl nejvyšším bodem trasy (2642 výškových metrů). Na tento vrchol se stoupala během 18. etapy

Trasa Tour de France 1986 byla odhalena 8. října 1985 Jacquem Goddetem a Félixem Lévitanem. Závod byl přesunut o týden oproti normálnímu termínu, aby se nekřížil s Mistrovstvím světa ve fotbale 1986. Trasa dlouhá 4 094 km (2 544 mi) zahrnovala 4 časovky (3 individuální a 1 týmovou) a 10 etap považovaných za rovinaté. Závod také zahrnoval 4 etapy s vrcholovým finišem: 13. etapa do Superbagnères, 17. etapa na Col du Granon, 18. etapa do Alpe d'Huez a 21. etapa na Puy de Dôme. Po prologu a prvních etapách v regionu Hauts-de-Seine se závod posunul na sever směrem k hranicím s Belgií, předtím, než dojel do Bretaně. Tour poté dojela do Bordeaux, odkud jezdce převezl vlak do Bayonne, v podhůří Pyrenejí. Další etapy vedly směrem k Alpám, po nichž následovaly už jen etapy ve Francouzském středohoří a etapy směřující dále do cíle v Paříži.
Tour de France 1986 měla jeden den odpočinku, který následoval po etapě s odjezdem na Alpe d'Huez. Nejvyšším bodem trasy byl vrchol Col du Galibieru ve výšce 2642 m. Tento vrchol byl na trase 18. etapy. Nejdelší etapa závodu byla 11. etapa měřící 258,3 km.
Ředitel Tour Lévitan si myslel, že trasa Tour de France 1985 byla moc snadná, a tak připravil trasu Tour 1986 hodně obtížnou. Trasa zahrnovala více horských etap než rok předtím. To naštvalo Hinaulta, jenž hrozil, že se Tour nezúčastní. Před začátkem závodu se na Col du Tourmaletu utrhla lavina a roznesla mnoho hlíny a kamení po svazích hory, což donutilo Goddeta, aby zvážil přesunutí trasy na Col d'Aubisque.
| Etapa         | Datum         | Trasa                                    | Vzdálenost  | Typ     | Typ                  | Vítěz                       |
| ------------- | ------------- | ---------------------------------------- | ----------- | ------- | -------------------- | --------------------------- |
| P             | 4. července   | Boulogne-Billancourt                     | 4,6 km      |         | Individuální časovka | Thierry Marie (FRA)         |
| 1             | 5. července   | Nanterre - Sceaux                        | 85 km       |         | Rovinatá etapa       | Pol Verschuere (BEL)        |
| 2             | 5. července   | Meudon - Saint-Quentin-en-Yvelines       | 56 km       |         | Týmová časovka       | Système U                   |
| 3             | 6. července   | Levallois-Perret - Liévin                | 214 km      |         | Rovinatá etapa       | Davis Phinney (USA)         |
| 4             | 7. července   | Liévin - Évreux                          | 243 km      |         | Rovinatá etapa       | Pello Ruiz Cabestany (ESP)  |
| 5             | 8. července   | Evreux - Villers-sur-Mer                 | 124,5 km    |         | Rovinatá etapa       | Johan van der Velde (NED)   |
| 6             | 9. července   | Villers-sur-Mer - Cherbourg              | 200 km      |         | Rovinatá etapa       | Guido Bontempi (ITA)        |
| 7             | 10. července  | Cherbourg - Saint-Hilaire-du-Harcouët    | 201 km      |         | Rovinatá etapa       | Ludo Peeters (BEL)          |
| 8             | 11. července  | Saint-Hilaire-du-Harcouët - Nantes       | 204 km      |         | Rovinatá etapa       | Eddy Planckaert (BEL)       |
| 9             | 12. července  | Nantes                                   | 61,5 km     |         | Individuální časovka | Bernard Hinault (FRA)       |
| 10            | 13. července  | Nantes - Futuroscope                     | 183 km      |         | Rovinatá etapa       | José-Ángel Sarrapio (ESP)   |
| 11            | 14. července  | Futuroscope - Bordeaux                   | 258,3 km    |         | Rovinatá etapa       | Rudy Dhaenens (BEL)         |
| 12            | 15. července  | Bayonne - Pau                            | 217,5 km    |         | Horská etapa         | Pedro Delgado (ESP)         |
| 13            | 16. července  | Pau - Superbagnères                      | 186 km      |         | Horská etapa         | Greg LeMond (USA)           |
| 14            | 17. července  | Superbagnères - Blagnac                  | 154 km      |         | Rovinatá etapa       | Niki Rüttimann (SUI)        |
| 15            | 18. července  | Carcassonne - Nîmes                      | 225,5 km    |         | Rovinatá etapa       | Frank Hoste (BEL)           |
| 16            | 19. července  | Nîmes - Gap                              | 246,5 km    |         | Rovinatá etapa       | Jean-François Bernard (FRA) |
| 17            | 20. července  | Gap - Serre Chevalier                    | 190 km      |         | Horská etapa         | Eduardo Chozas (ESP)        |
| 18            | 21. července  | Briançon - Alpe d'Huez                   | 162,5 km    |         | Horská etapa         | Bernard Hinault (FRA)       |
|               | 22. července  | Alpe d'Huez                              | Alpe d'Huez |         | Den odpočinku        | Den odpočinku               |
| 19            | 23. července  | Villard-de-Lans - Saint-Étienne          | 179,5 km    |         | Rovinatá etapa       | Julián Gorospe (ESP)        |
| 20            | 24. července  | Saint-Étienne                            | 58 km       |         | Individuální časovka | Bernard Hinault (FRA)       |
| 21            | 25. července  | Saint-Étienne - Puy de Dôme              | 190 km      |         | Rovinatá etapa       | Erich Mächler (SUI)         |
| 22            | 26. července  | Clermont-Ferrand - Nevers                | 194 km      |         | Rovinatá etapa       | Guido Bontempi (ITA)        |
| 23            | 27. července  | Cosne-sur-Loire - Paříž (Champs-Élysées) | 255 km      |         | Rovinatá etapa       | Guido Bontempi (ITA)        |
| Celková délka | Celková délka | Celková délka                            | 4094 km     | 4094 km | 4094 km              | 4094 km                     |

## Shrnutí závodu

### Úvodní etapy

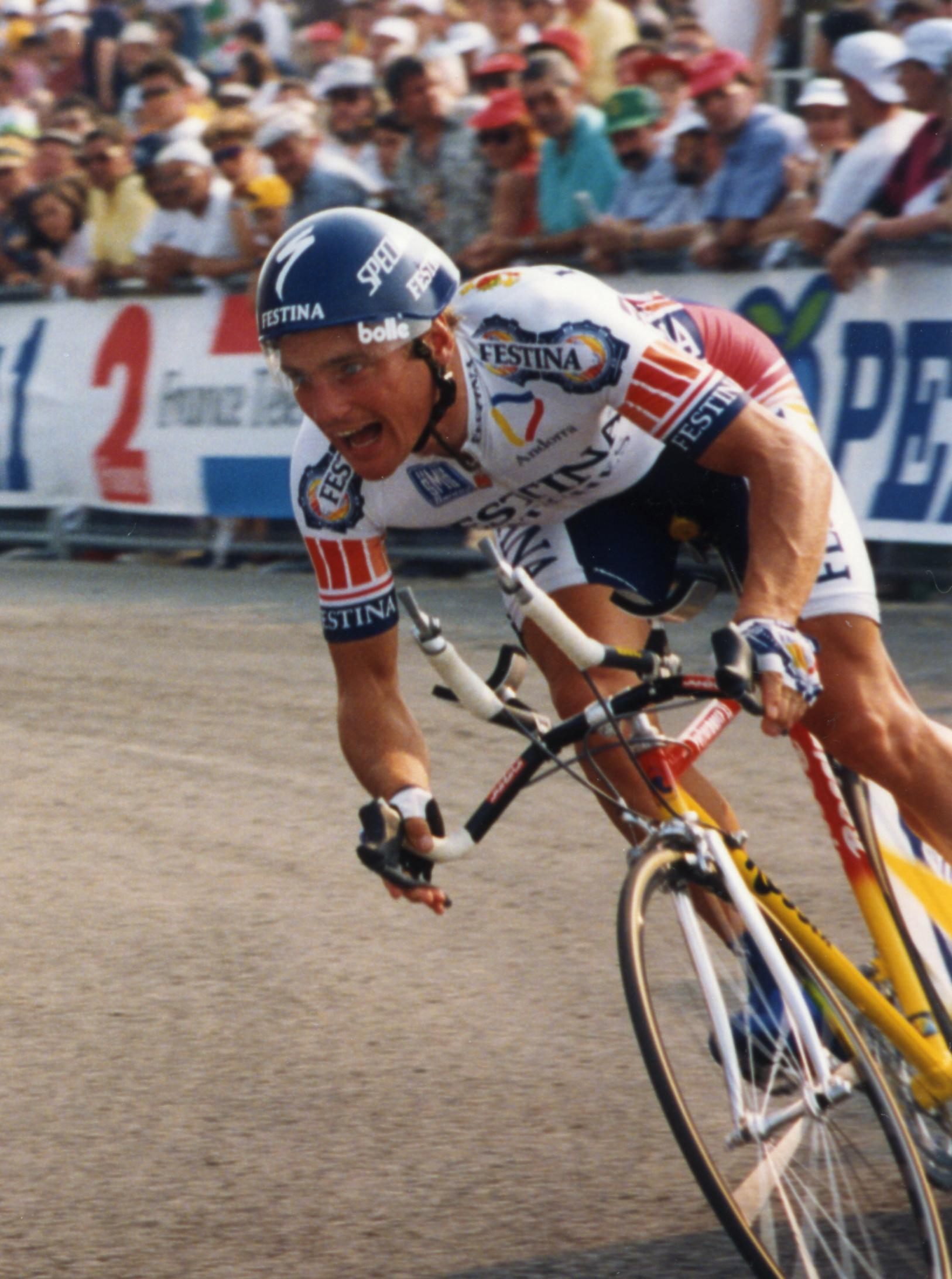
Thierry Marie (Système U) (zobrazen v roce 1993) vyhrál úvodní prolog, díky čemuž se stal prvním vedoucím závodníkem Tour 1986.

Vítězem prologu se stal Thierry Marie (Système U), s Hinaultem na 3. místě, pouze 2 sekundy za Mariem. Fignon a LeMond se umístili na 7. a 8. místě. Oba ztratili na Marieho 4 sekundy. Během 1. etapy zaútočil 40 km před cílem Alex Stieda (7–Eleven). Stieda posbíral časové bonusy na sprinterské prémii, což ho posunulo do vedení. Do úniku se za ním dostalo dalších 5 jezdců. Šestice si udržela malý náskok až do cíle. Etapu vyhrál Pol Verschuere (Fagor) a Stieda, pocházející z Kanady, se stal prvním jezdcem ze Severní Ameriky, jenž nosil žlutý dres.
Ještě ten den odpoledne se jela týmová časovka. Pokus Stiedova týmu 7–Eleven o udržení žlutého trikotu nevyšel. Nehoda Erica Heidena zpomalila tým a donutila několik jezdců se mu vyhnout. Zároveň s tím byl Stieda unaven svým ranním úsilím a odpadl od zbytku týmu, čímž se dostal do hrozby nezvládnutí časového limitu. Chris Carmichael a Jeff Pierce na něj museli počkat, aby mu pomohli se dostat do cíle včas, což se povedlo, avšak Stieda ztratil žlutý dres. Do něj se znovu oblékl Marie, jehož tým Système U časovku vyhrál, zatímco tým La Vie Claire ztratil skoro 2 minuty. Hinault osobně nařídil týmu, aby počkali na Nikiho Rüttimanna a Guida Winterberga, kteří trpěli z následků nehod z předchozí etapy, kvůli čemuž předvedl tým poměrně špatný výkon. Tým Café de Colombia–Varta ztratil velké množství času a čtyři jezdci museli odstoupit ze závodu, protože nestihli časový limit.
Tým 7-Eleven si vynahradil zklamání z týmové časovky hned následující den, kdy se vítězem etapy stal Davis Phinney, díky čemuž se stal prvním americkým vítězem etapy na Tour de France. Phinney vyhrál etapu v hromadném sprintu i přes fakt, že většinu dne strávil v úniku. 4. etapa vedla skrz Normandii po kopcovatém terénu. Régis Simon (RMO–Cycles Méral–Mavic) ujel pelotonu a 80 km před cílem měl náskok přes 10 minut. I přesto byl dojet jiným jezdcem, Federicem Echavem z týmu Teka. V cílové rovince Pello Ruiz Cabestany (Seat–Orbea) přesprintoval Echaveho a vyhrál etapu. Nizozemský šampion Jos Lammertink (Panasonic–Merckx–Agu) odstoupil poté, co si v průběhu etapy zlomil kost, zatímco Fabio Parra (Café de Colombia–Varta) též odpadl z důvodu problémů s kolenem, kvůli čemuž Parrův tým dále pokračoval pouze v 5 jezdcích z původních 10. Dominique Gaigne získal žlutý trikot od svého týmového kolegy Marieho, před nímž nyní vedl o 6 sekund.
Johan van der Velde (Panasonic–Merckx–Agu) vyhrál 5. etapu a díky časovým bonusům, které získal na sprinterských prémiích a za dojezd v etapě, se posunul do čela celkového pořadí. Van der Velde na cílové pásce porazil Joëla Peliera (Kas), s nímž strávil celý den v úniku, do kterého se dostali už 16 km od startu. 39 sekund za nimi dokončil van der Veldeho týmový kolega Eddy Planckaert společně s Miguelem Indurainem (Reynolds), zatímco peloton vedený Alfonsem Gutiérrezem (Teka) ztratil 1 minutu a 15 sekund. Během etapy proběhla demonstrace dělníků v Lisieux, která nijak nezasáhla průběh závodu. Van der Velde si udržel žlutý trikot i následující den. Pětičlenná skupina uprchlíků dotáhla svůj únik až do cíle. V závěrečném sprintu vyhrál Guido Bontempi z týmu Carrera Jeans–Vagabond před Robertem Pagninem (Malvor–Bottecchia–Sidi).
Žlutý dres znovu změnil svého majitele po 7. etapě. Ta začala pomalu, první útok se utvořil až po 105 km. Ten byl dojet 150 km po startu, ale další útok přišel hned poté. Do nového úniku se dostali Ludo Peeters (Kwantum–Decosol–Yoko), Jørgen Vagn Pedersen (Carrera Jeans–Vagabond) a Miguel Indurain. K úniku se připojili další jezdci o 20 km později, ale sprint o vítězství vyhrál právě Peeters před Ronem Kiefelem (7-Eleven). Pedersen se stal novým lídrem závodu. V 8. etapě umožnil peloton po 70 ujetých kilometrech Yvonu Madiotovi (Système U) vyjet před peloton, aby pozdravil svou rodinu. Planckaert, jenž netušil, co se děje, ho následoval společně s Pelierem, ale všichni tři byli později dojeti. O 20 km později zaútočila nová skupina, která zahrnovala Adriho van der Poela (Kwantum–Decosol–Yoko), Mathieuho Hermanse, (Seat–Orbea) a Andrewa Hampstena. Vzhledem k tomu, že Hampsten byl hrozbou pro ostatní favority, tak peloton začal stahovat ztrátu na uprchlíky. Ti byli dojetí ještě před cílovým městem Nantes, kde neúspěšně zaútočil Silvano Contini (Gis Gelati). Planckert, jenž odstartoval pouze s pomocí analgetik od svého maséra z důvodu bolesti zad, vyhrál etapu před svým týmovým kolegou Ericem Vanderaerdenem. Pedersen si udržel své vedení.

### První dlouhá časovka a přesun do hor
První opravdový test favoritů přišel v 9. etapě, 62 km dlouhé individuální časovce okolo Nantes. Hinault vyhrál, 44 sekund před LeMondem. Roche dojel třetí se ztrátou 1:01 minut. Hinault profitoval z LeMondovy nehody, během níž propíchnul kolo, což ho stálo čas. Fignon dokončil na 32. místě se ztrátou 3 minut 42 sekund na Hinaulta. Tento výsledek později označil za "nehodný jeho postavení". Pedersen byl schopen si udržet žlutý dres. Roche se posunul na 2. místo, minutu a 5 sekund za Pedersenem, s Hinaultem na třetím místě, 5 sekund za Rochem. LeMond byl na průběžném 8. místě, 1:59 minut za lídrem.
Ángel Sarrapio (Teka), který byl v úniku s Jean-Claudem Bagotem (Fagor), vyhrál 10. etapu. Pedersen si udržel vedení závodu, zatímco Pelier se díky časovým bonusům posunul před Roche na průběžné 2. místo. V 11. etapě se členn12 únik dostal až do cílového města Bordeaux. Rudy Dhaenens (Hitachi–Robland) zaútočil ze skupiny 5 km před cílem. Na cílové rovince byl málem dojet rychle se blížícím Hermansem, ale svůj únik nakonec úspěšně dotáhl až do cíle. Hermans později prohlásil, že veřejný hlasatel pomohl Dhaenensovi tím, že mu pomocí veřejného rozhlasu oznámil, že se k němu Hermans blíží.

### Pyreneje

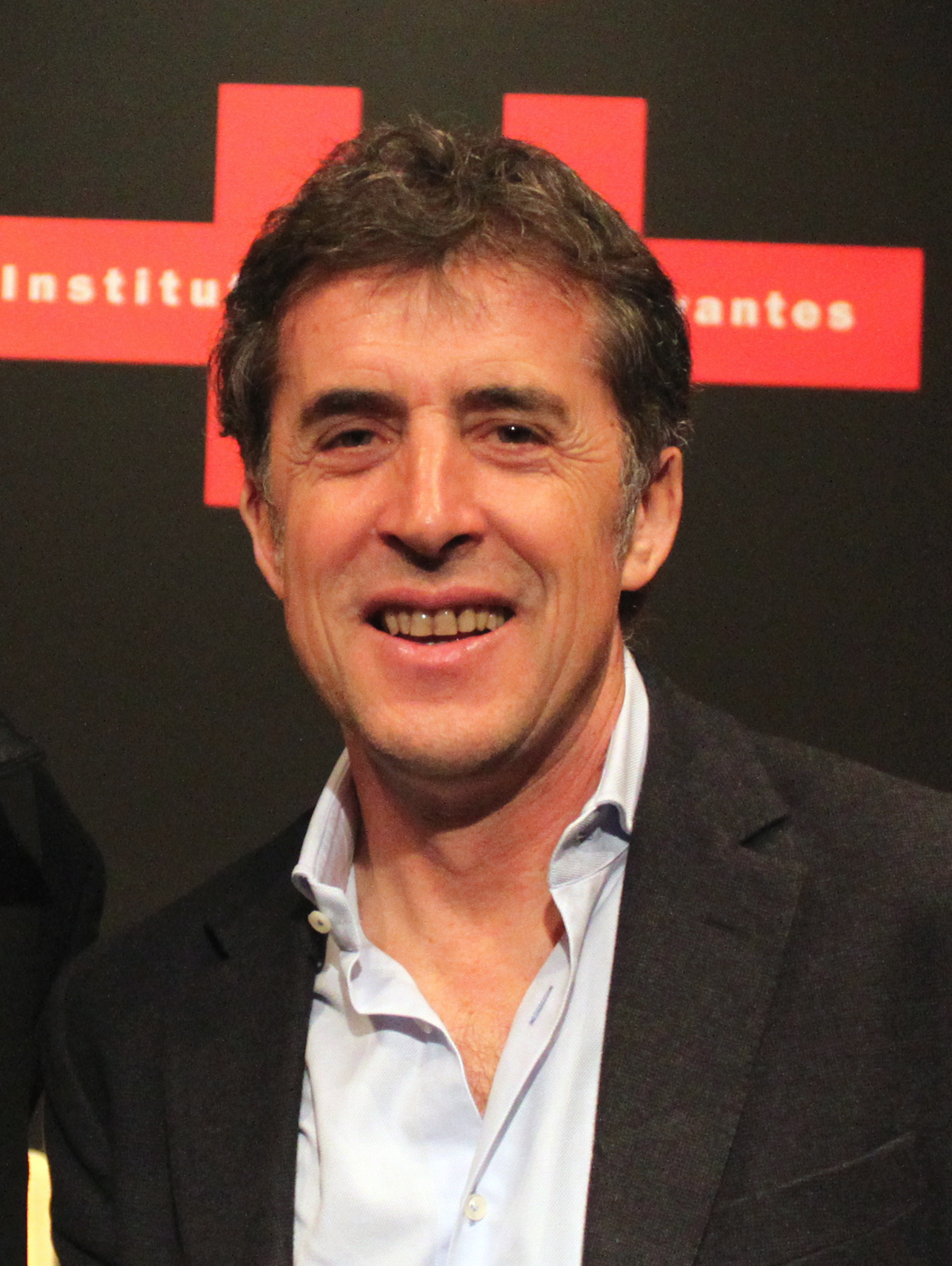
Pedro Delgado (vyfocen v roce 2016) vyhrál 12. etapu, ale později musel odstoupit kvůli úmrtí jeho matky.

Po vlakovém přesunu z Bordeaux do Bayonne, který proběhl ráno, začala 12. etapa dlouhá 217 km, jejíž cíl byl ve městě Pau. Etapa zahrnovala 5 horských průsmyků včetně stoupání 1. kategorie Col de Marie-Blanque ke konci etapy, po němž následoval sjezd do cílového města. V první části etapy přišlo hned několik útoků, které byly zlikvidovány týmem La Vie Claire. Přibližně 90 km před cílem zvedl Hinault tempo při výjezdu na Col de Burdincurutcheta, čímž donutil několik jezdců, například Luise Herreru, aby se museli dotáhnout zpět do hlavní skupiny. Další jezdci jako Roche, Fignon, nebo lídr závodu Pedersen, odpadli a ztratili v etapě spoustu času. Krátce po sprinterské prémii na 125. kilometru řekl Hinault svému týmovému kolegovi Jeanu-Françoisi Bernardovi, aby zrychlil a tito dva jezdci, společně s Delgadem se dotáhli k vedoucí skupině, v níž byl Eduardo Chozas (Teka). Tito čtyři jezdci následně ujeli vedoucí skupině, ale Chozas odpadl o 25 km později. Bernard, jehož práce pro lídra týmu skončila, odpadl za dalších 15 km. Delgado a Hinault spolupracovali a zvyšovali svůj náskok, zatímco LeMond, omezený týmovou taktikou, se nebyl schopen dotáhnout. Podle Delgada si chtěl Hinault pouze udělat náskok v celkovém pořadí a bez jakýchkoliv dohod daroval etapové vítězství Delgadovi. LeMondovi se nakonec podařilo ujet stíhací skupině společně s Herrerou, ale stejně dojel do Pau 4 minuty a 37 sekund za Hinaultem, jenž nyní vedl celkové pořadí. Po etapě LeMond řekl svému otci: "Zatraceně, tati, já budu znovu druhý!" Další favorité ztratili ještě více času: Robert Millar (Panasonic–Merckx–Agu) dojel na 11. místě, 5:31 minut za Hinaultem. Na 20. místě dojel Fignon se ztrátou 11 minut. Roche ztratil 21 minut, Phil Anderson (Panasonic–Merckx–Agu) 33 minut.
Pokud by se mi podařilo dosáhnout Superbagnères, tak bych vyhrál Tour a všichni by na mě plýtvali chválami. Pokud bych selhal, tak jsem věděl, že je za mnou Greg připravený zaútočit a že jsem unavoval jeho soupeře. Byla to dobrá strategie.
Bernard Hinault vysvětlující svůj nástup ve 13. etapě
13. etapa vedla závod znovu přes Pyreneje, měla délku 168 km a obsahovala 4 vysokohorské průsmyky. První průsmyk na trase byl Col du Tourmalet na 75. kilometru, následovaný stoupáními Col d'Aspin, Col de Peyresourde, a posledním stoupáním do ski resortu Superbagnères. Laurent Fignon onemocněl horečkou a nenastoupil na start etapy. Krátce po startu zaútočil Dominique Arnaud (Reynolds). Na začátku stoupání na Tourmalet měl náskok 13 minut na peloton. Vybraná skupina favoritů vedená Millarem přejel vrchol pouhých 7 minut za Arnaudem. Ve sjezdu znovu zaútočil Hinault attacked again, čímž si utvořil náskok na své oponenty. Při vjezdu do údolí měl náskok 43 sekund. Za ním se LeMond ocitl v situaci, v níž se nebyl schopen sám dotáhnout za svým týmovým kolegou, zatímco celý tým La Vie Claire byl šokován Hinaultem, jenž porušil strategii schválenou ráno téhož dne. Ta zněla: odpočívat a nechat na sebe útočit ostatní týmy. Na vrcholu Aspinu se Hinaultův náskok zvýšil na 2 minuty a při následném sjezdu dojel Arnauda. Na rozdíl od předchozího dne však favorité spolupracovali a Millar, Herrera, a Urs Zimmermann (Carrera Jeans–Vagabond) se dohodli, že se pokusí dohnat Hinaulta poté, co se skupina dostala na Peyresourde. Při sjezdu s ním navázali kontakt a když skupina začala stoupat do Superbagnères, bylo jasné, že se Hinault přecenil a rychle odpadl. Hampsten, jenž dohnal LeMondovu skupinu, zaútočil na začátku stoupání, aby změkčil LeMondovy konkurenty. Ve chvíli, kdy Herrera trpěl křečmi a propadl se ke svému týmovému autu, LeMond zaútočil, nechal za sebou Zimmermanna a Millara a dojel svého týmového kolegu na čele. Hampsten brzy odpadl a LeMond si tak sám dojel pro etapové vítězství. Hinault dojel na 11. pozici, 4 minuty a 39 sekund za LeMondem. Své vedení si udržel, ale jeho náskok na LeMonda nyní činil pouhých 40 sekund. Čirou náhodou LeMond získal stejné množství času jako ztratil předchozí den. Večer téhož dne musel majitel týmu La Vie Claire Bernard Tapie zasáhnout do hádky mezi jeho dvěma lídry a Andrewem Hampstenem. Tapie popsal náladu v týmu od této hádky jako "hodně napjatou".

### Přesun do Alp
14. etapa zavedla závodníky do Blagnacu. Vítězem etapy se stal Niki Rüttimann (La Vie Claire). Rüttimannův poslal jezdce do každé skupiny uprchlíků, která vznikla, a asi po 100 kilometrech se Rüttimannovi zůstat vepředu s dalšími 3 jezdci. V posledních 5 kilometrech na sebe různě útočili, ale až Rüttimann byl schopen ujet ostatním, a tak si kromě etapového vítězství též polepšil v celkovém pořadí, kde se posunul na průběžné 8. místo. LeMond mezitím získal 6 sekund na sprinterské prémii, čímž snížil ztrátu na Hinaulta na pouhých 34 sekund. Frank Hoste (Fagor) vyhrál 15. etapu ve sprintu proti Silvanu Continimu (Gis Gelati). Hlavní pole přijelo do cíle jen 8 sekund za touto dvojicí, ale Luis Herrera ztratil 49 sekund kvůli opoždění se při zrychlení v pelotonu.
Ángel Sarrapio (Teka), který byl v úniku s Jean-Claudem Bagotem (Fagor), vyhrál 10. etapu. Pedersen si udržel vedení závodu, zatímco Pelier se díky časovým bonusům posunul před Roche na průběžné 2. místo.  V 11. etapě se dvanáctičlenný únik dostal až do cílového města Bordeaux. Rudy Dhaenens (Hitachi–Robland) zaútočil ze skupiny 5 km před cílem. Na cílové rovince byl málem dojet rychle se blížícím Hermansem, ale svůj únik nakonec úspěšně dotáhl až do cíle. Hermans později prohlásil, že veřejný hlasatel pomohl Dhaenensovi tím, že mu pomocí veřejného rozhlasu oznámil, že se k němu Hermans blíží.
Poslední den před Alpami se jela 16. etapa končící ve městě Gap. Peloton se musel během etapy bránit bočnímu větru společně s několika útoky z hlavního pole. Po 120 km se Hinault dostal před peloton společně s dalšími 3 jezdci. Tato skupinka rychle dojela 4 jezdce na čele, a tak vznikl 8členný útok. Hinault zde měl k ruce týmové kolegy Rüttimanna a Winterberga. Ve skupině byl též Zimmermann, třetí celkově. LeMond zameškal, ale jeho 3 týmoví kolegové v úniku nastolili pekelné tempo, díky čemuž si utvořili výhodu 52 sekund. LeMond, jenž nemohl stíhat své kolegy, požádal Roberta Millara o pomoc. Millar souhlasil a se svým týmem Panasonic–Merckx–Agu začali stahovat náskok. LeMond za to Millarovi slíbil, že pokud společně dojedou etapu na čele, tak mu přenechá vítězství. Po 28 kilometrech se všechny skupinky sjely zpět. Jean-François Bernard z týmu La Vie Claire vyhrál etapu poté, co další 2 jezdci v úniku píchli kolo při sjezdu z Col d'Espreaux. Bernard se posunul na 13. místo v celkovém pořadí, což znamenalo, že tým La Vie Claire nyní měl 5 jezdců mezi 13 nejlepšími. Po Hinaultově opakovaném pokusu ohrozit LeMondovu pozici začal druhý jmenovaný vyhrožovat, že odstoupí ze závodu, a musel být uklidňován Tapiem. Podle Hampstena se tým rozdělil do 3 skupin: francouzští jezdci okolo Hinaulta, dva Švýcaři mezi, a zbytek týmu na LeMondově straně. Jean-François Bernard souhlasil s tímto prohlášením a sám dodal: "Ten rozkol byl opravdový. Ačkoliv to nebylo na povrchu znát, pořád to bylo celou Tour. Šlo to cítit." Hinault se cítil nedotčený a řekl: "Co je jeho [LeMondův] problém? Bolí ho nohy? Možná by bylo dobré, kdyby odstoupil, pokud nechce vyhrát."

### Alpy

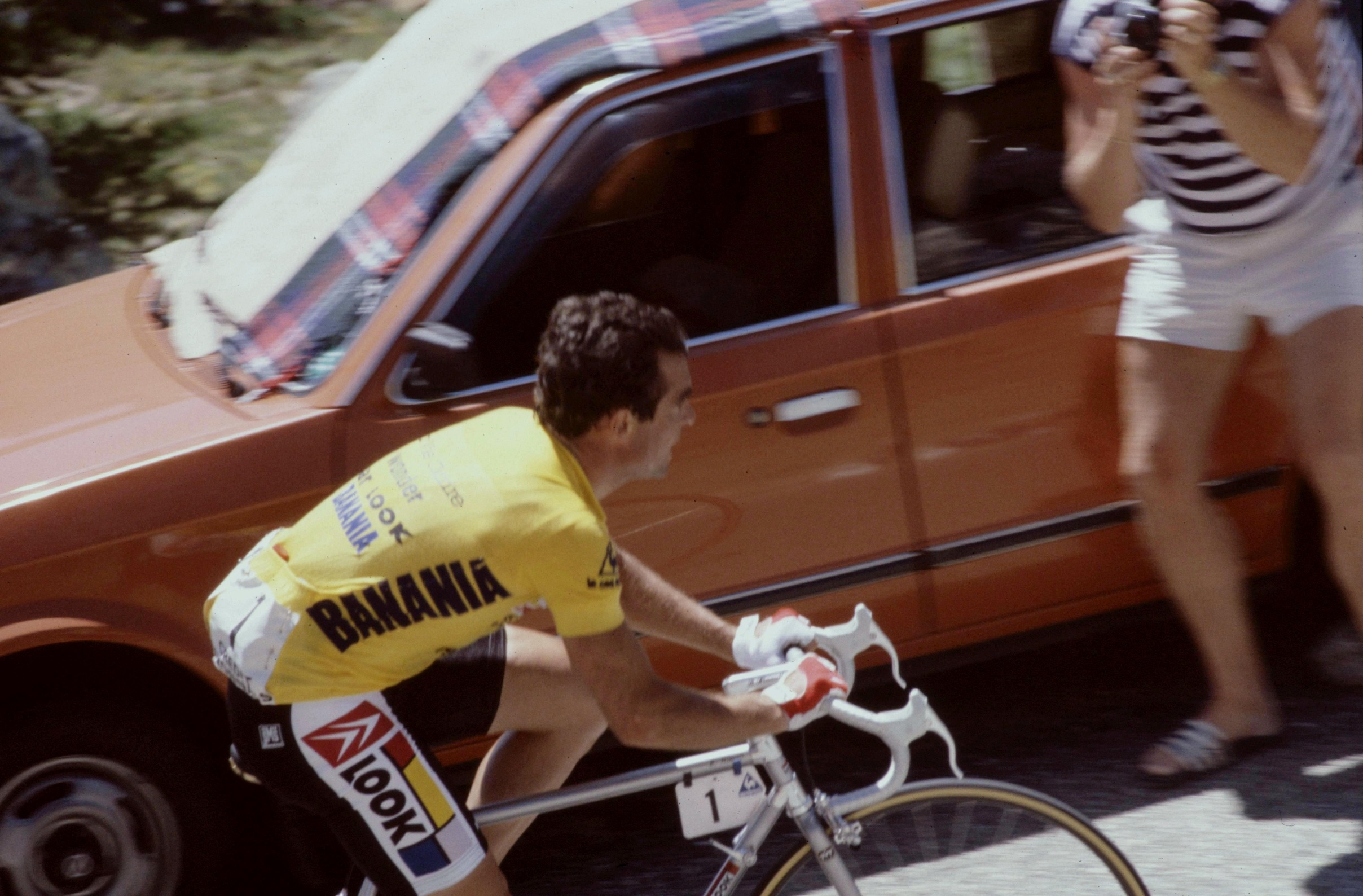
Bernard Hinault stoupá na Col d'Izoard v průběhu 17. etapy. Právě zde ztratil značnou část náskoku na Grega LeMonda, kvůli čemuž po etapě ztratil žlutý trikot.

17. etapa končila na vrcholu Col du Granon. Tento vrcholový finiš byl nejvýše do té doby umístěným cílem, a to v nadmořské výšce 2413 m. Před Col du Granonem museli jezdci zdolat také Col de Vars a Col d'Izoard. Eduardo Chozas (Teka) jel 150 km v úniku a vyhrál etapu. Za ním se děl boj o celkové vítězství. Hinault začal odpadat na Col d'Izoardu a brzy se propadl za ostatní favority. Důvodem byla bolest v levém kolenu. Tato bolest byla způsobena zraněním, které utržil v roce 1983. Zimmermann, třetí celkově, vycítil slabý moment týmu La Vie Claire a zaútočil. Ihned se za něj přilepil LeMond. Zimmermann získal 2. místo v etapě, 6:26 minut za Chozasem. LeMond dojel přímo za Zimmermannem, avšak Hinault dojel až třináctý se ztrátou 3:21 minut na LeMonda, jenž se tak stal novým lídrem závodu. LeMond nově vedl před Zimmermann o 2:24 minut, zatímco Hinault ztrácel dalších 23 sekund. LeMond se tak stal prvním jezdcem z USA, který si oblékl žlutý dres na Tour de France.
Večer před 18. etapou, která končila ve středisku L'Alpe d'Huez, svolal Hinault mítink pro členy týmu a stěžoval si na fakt, že Zimmermann nyní rozdělil 2 jezdce týmu La Vie Claire v celkovém pořadí. Volal po útoku na Zimmermanna v následující etapě, "dokud nebude zlomen". Vyvolal tím však další hádku s LeMondem, jenž zdůrazňoval, že je stále na trase časovka, disciplína, která Zimmermannovi nevyhovovala, tímpádem není třeba útočit. Tapie byl nucen hovořit s jezdci do 4 do rána, aby ovládl situaci. Krátce po startu etapy v Briançonu byl na trase první kopec dne Col du Lautaret. Zde se utvořil únik, v němž se ocitl Herrera a Winterberg, kteří se utrhli od ostatních na Col du Galibieru. Za nimi ve skupince favoritů Zimmermann strážil LeMonda, zatímco Hinault párkrát mírně zrychlil, aby otestoval konkurenty. Při sjezdu z Galibieru zaútočil Hinault. Dojel Herreru a Winterberga a společně byli dojeti LeMondem, Bauerem a Ruizem Cabestanym. V moment, kdy začalo další stoupání na trase, Col du Télégraphe, znovu zaútočil Hinault, tentokrát sám. LeMond, svázaný instrukcemi týmu nepracovat pro Zimmermanna, se znovu zaseknul vzadu. LeMond se propadl k týmovému autu, aby získal instrukce od kouče Paula Köchliho, jenž ho pobídl k útoku na Zimmermanna namísto vedení ho k Hinaultovi, jenž měl v ten moment náskok asi minuty a půl. LeMond krátce po vrcholku zaútočil a otevřel mezeru mezi ním a Zimmermannem ve sjezdu. Zároveň dojel Hinaulta společně s Bauerem a Ruizem Cabestanym. Bauer následně vedl skupinu až do začátku dalšího stoupání, Col de la Croix de Fer, kde odpadl. Ruiz Cabestany ho brzy následoval. Při výjezdu požádal Hinault LeMonda, aby zmírnil tempo z důvodu bolesti kolene, a začal sám určovat tempo. Na vrcholu měli náskok na Zimmermanna 2:50 minuty. Při sjezdu oba zvýšili tempo, čímž zvětšili náskok na Zimmermann na 4:30 minut v moment, kdy dosáhli stoupání na Alpe d'Huez. Protože LeMond vycítil, že francouzské publikum u trasy fandí zásadně Hinaultovi, vedl celé stoupání až na vrchol, při čemž stále zvyšovali svůj náskok na všechny ostatní jezdce. Blízko cíle přijel LeMond k Hinaultovi a obejmout ho kvůli krátké rozmluvě. V cíli si Hinault podal ruku s LeMondem a společně překřížili cílovou pásku, kdy Hinault získal etapový triumf. Tapie později odhalil, že celý tento moment zorganizoval a řekl LeMondovi před stoupáním na Alpe d'Huez, že má jistotu celkového vítězství a že by tedy měl přenechat vítězství Hinaultovi.
Iluze usmíření mezi oběma lídry týmu La Vie Claire vydržela jen několik hodin. Večer se oba objevili ve Francouzské televizi ve společném rozhovoru s Jacquesem Chancelem. Ten se jich zeptal, zdali je jejich souboj u konce. Hinault odpověděl, že neskončí až do závěrečné časovky v Saint-Étienne. Své prohlášení zopakoval i následující den, v jediný volný den. Během tiskové konference prohlásil: "Jsem hrdý na to, co jsme společně dokázali, ale opakuji to ještě jednou: Tour ještě neskončila. Kdo byl silnější ve stoupání? Jděte a zeptejte se Grega." LeMond se cítil zrazen Hinaultovou náhlou neochotou ctít dohodu mezi nimi. Hinault následně slíbil, že pokud bude LeMond bude ve vedení i po závěrečné časovce, tak že už nezaútočí. Tento slib přišel po zásahu Tapieho, protože LeMond znovu pohrozil, že pokud bude Hinault nadále útočit, tak že odstoupí ze závodu. Pedro Delgado, vítěz 12. etapy, který byl na průběžném 4. místě, odstoupil ze závodu během 18. etapy poté, co se dozvěděl, že mu zemřela matka. Robert Millar, který byl průběžně čtvrtý na vrcholu Galibieru, ztratil více než 19 minut v následujících kilometrech etapy, kvůli čemuž se propadl na průběžné 8. místo.

### Závěr

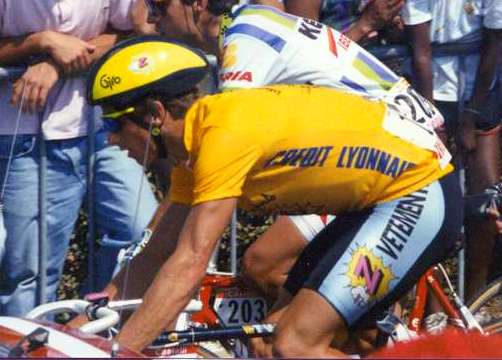
Greg LeMond (na obrázku v roce 1990) se stal lídrem závodu po 17. etapě a své vedení udržel až do cíle v Paříži.

LeMond s blížícím koncem závodu očekával, že diváci a velká část jezdců budou preferovat rekordní 6. vítězství pro Hinault. Před startem 19. etapy mu novinář naznačil, že 80 procent jezdců by podporovalo Hinaulta, na což mu LeMond žertovně odpověděl, že by byl překvapen, kdyby ho podpořilo zbylých 20 procent. Ovšem Hinault znovu zaútočil v průběhu etapy, přímo v občerstvovací zóně, což je jasné porušení pravidla cyklistické etikety. To říká, že by nikdo neměl útočit v moment, kdy se soupeř občerstvuje pitím nebo jídlem. Bauer a Hampsten pomohli LeMondovi vrátit Hinaulta zpět do hlavního pole. Na sprinterské prémii získal Hinault 2 sekundy, čímž zmenšil svou ztrátu na 2:43 minut. Julián Gorospe vyhrál etapu pro tým Reynolds před Andersonem. Večer před časovkou přišel za LeMondem ředitel Tour de France Jacques Goddet a varoval ho, ať si hlídá své lahve a ostatní vybavení, kdy prohlásil: "Je zde mnoho lidí, kteří nechtějí, aby si vyhrál." LeMond poslechl tuto radu a s rodiči koupil své vlastní jídlo. Podle LeMonda údajně jeden jezdec dokonce Hinaultovi nabídl, že způsobí LeMondovi nehodu, ale Hinault zamítl.
Rozhodující etapa závodu přišla následující den. Byla to 58 km dlouhá časovka okolo města Saint-Étienne. Po 20 kilometrech byl LeMond o 8 sekund rychlejší než Hinault, avšak 19 km před cílem měl LeMond nehodu v pravotočivé zatáčce. Ačkoliv se rychle zvedl a byl schopen jet dál, jeho jízdní kolo však muselo být vyměněno. Hinault vytěžil z LeMondovy nehody 25 sekund a vyhrál etapu, avšak LeMond dojel druhý a jeho pozice nebyla zásadně ohrožena. Oba jezdci byli skvělí časovkáři, Hinault dokonce dojel Zimmermanna na cílové pásce, ačkoliv startoval 3 minuty za ním. Po etapě uznal Hinault svou porážku, a řekl: "Po dnešku už nebudeme bojovat." LeMond měl nyní náskok na Hinaulta 2 minuty 18 sekund.
21. etapa zahrnovala poslední významná stoupání tohoto ročníku, s cílem na Puy de Dôme. Hinault, jenž přestal ohrožovat LeMondovo vedení, se soustředil na zajištění vedení ve vrchařské soutěži, což se mu podařilo na prvním kopci dne Croix de l'Homme, kde získal maximum bodů. Erich Maechler z týmu Carrera Jeans–Vagabond vyhrál etapu, jenž zaútočil z vedoucí skupiny na začátku závěrečného vrcholu. Druhý dokončil Ludo Peeters (Kwantum–Decosol–Yoko), 34 sekund za Maechlerem. LeMond protnul cílovou pásku 6:06 minut po vítězi na 18. místě. Hinault, jenž celý den pracoval pro svého lídra, odpadl a na LeMonda ztratil 43 sekund. Ten tak zvýšil svůj náskok na 3:10 minut. Robert Millar, fighting sickness, dropped out during this stage.
Guido Bontempi vyhrál poslední 2 etapy závodu. Ve 22. etapě končící ve městě Nevers přesprintoval Hosteho a Vanderaerdena. V poslední, ceremoniální etapě měl LeMond nehodu a Hinault se osobně postaral o to, aby se v bezpečí dostal zpět do pelotonu. Hinault se následně zúčastnil závěrečného sprintu a svou sérii účastí na Tour de France ukončil 4. místem v etapě. LeMond se stal prvním vítězem z anglicky mluvící země. Průměrná rychlost v závodu byla 36,92 kilometrů za hodinu. Pouze 132 z 210 startujících dojelo do cíle v Paříži. Tým La Vie Claire byl jediným týmem, který dojel do cíle se všemi 10 závodníky. Cenu lanterne rouge pro posledního jezdce v celkovém pořadí získal Ennio Salvador (Gis Gelati), se ztrátou v cíli 2:55:51 hodin na vítězného LeMonda.

## Průběžné pořadí
| Etapa          | Vítěz                 | Celkové pořadí      | Bodovací soutěž   | Vrchařská soutěž | Soutěž mladých jezdců | Kombinovaná soutěž  | Sprinterská soutěž | Soutěž týmů            | Soutěž týmů          | Cena bojovnosti     |
| Etapa          | Vítěz                 | Celkové pořadí      | Bodovací soutěž   | Vrchařská soutěž | Soutěž mladých jezdců | Kombinovaná soutěž  | Sprinterská soutěž | Podle času             | Bodovací             | Cena bojovnosti     |
| -------------- | --------------------- | ------------------- | ----------------- | ---------------- | --------------------- | ------------------- | ------------------ | ---------------------- | -------------------- | ------------------- |
| P              | Thierry Marie         | Thierry Marie       | Thierry Marie     | neuděleno        | Jesús Blanco Villar   | Thierry Marie       | neuděleno          | Système U              | Système U            | neuděleno           |
| 1              | Pol Verschuere        | Alex Stieda         | Eric Vanderaerden | Alex Stieda      | Alex Stieda           | Alex Stieda         | Alex Stieda        | Système U              | Système U            | Alex Stieda         |
| 2              | Système U             | Thierry Marie       | Eric Vanderaerden | Alex Stieda      | Eric Boyer            | Alex Stieda         | Alex Stieda        | Système U              | Système U            | neuděleno           |
| 3              | Davis Phinney         | Thierry Marie       | Eric Vanderaerden | Alex Stieda      | Eric Boyer            | Alex Stieda         | Alex Stieda        | Système U              | Système U            | Federico Echave     |
| 4              | Pello Ruiz Cabestany  | Dominique Gaigne    | Eric Vanderaerden | Alex Stieda      | Eric Boyer            | Eric Vanderaerden   | Gerrit Solleveld   | Système U              | Kas                  | Régis Simon         |
| 5              | Johan van der Velde   | Johan van der Velde | Eric Vanderaerden | Alex Stieda      | Eric Boyer            | Johan van der Velde | Gerrit Solleveld   | Système U              | Panasonic–Merckx–Agu | Joël Pelier         |
| 6              | Guido Bontempi        | Johan van der Velde | Eric Vanderaerden | Régis Simon      | Eric Boyer            | Johan van der Velde | Gerrit Solleveld   | Système U              | Kas                  | Bruno Leali         |
| 7              | Ludo Peeters          | Jørgen V. Pedersen  | Eric Vanderaerden | Régis Simon      | Eric Boyer            | Johan van der Velde | Gerrit Solleveld   | Carrera Jeans–Vagabond | Kas                  | Miguel Indurain     |
| 8              | Eddy Planckaert       | Jørgen V. Pedersen  | Eric Vanderaerden | Régis Simon      | Eric Boyer            | Johan van der Velde | Gerrit Solleveld   | Carrera Jeans–Vagabond | Panasonic–Merckx–Agu | Bernard Vallet      |
| 9              | Bernard Hinault       | Jørgen V. Pedersen  | Eric Vanderaerden | Régis Simon      | Bruno Cornillet       | Joël Pelier         | Gerrit Solleveld   | Carrera Jeans–Vagabond | Panasonic–Merckx–Agu | neuděleno           |
| 10             | Ángel Sarrapio        | Jørgen V. Pedersen  | Eric Vanderaerden | Régis Simon      | Bruno Cornillet       | Joël Pelier         | Gerrit Solleveld   | Carrera Jeans–Vagabond | Panasonic–Merckx–Agu | Jean-Claude Bagot   |
| 11             | Rudy Dhaenens         | Jørgen V. Pedersen  | Eric Vanderaerden | Régis Simon      | Bruno Cornillet       | Joël Pelier         | Gerrit Solleveld   | Carrera Jeans–Vagabond | Panasonic–Merckx–Agu | Sean Yates          |
| 12             | Pedro Delgado         | Bernard Hinault     | Eric Vanderaerden | Ronan Pensec     | Jean-François Bernard | Bernard Hinault     | Gerrit Solleveld   | La Vie Claire          | Panasonic–Merckx–Agu | Bernard Hinault     |
| 13             | Greg LeMond           | Bernard Hinault     | Eric Vanderaerden | Robert Millar    | Andrew Hampsten       | Bernard Hinault     | Gerrit Solleveld   | La Vie Claire          | Panasonic–Merckx–Agu | Dominique Arnaud    |
| 14             | Niki Rüttimann        | Bernard Hinault     | Eric Vanderaerden | Robert Millar    | Andrew Hampsten       | Greg LeMond         | Gerrit Solleveld   | La Vie Claire          | Panasonic–Merckx–Agu | Christophe Lavainne |
| 15             | Frank Hoste           | Bernard Hinault     | Eric Vanderaerden | Robert Millar    | Andrew Hampsten       | Greg LeMond         | Gerrit Solleveld   | La Vie Claire          | Panasonic–Merckx–Agu | Paul Haghedooren    |
| 16             | Jean-François Bernard | Bernard Hinault     | Eric Vanderaerden | Robert Millar    | Andrew Hampsten       | Greg LeMond         | Gerrit Solleveld   | La Vie Claire          | Panasonic–Merckx–Agu | Julián Gorospe      |
| 17             | Eduardo Chozas        | Greg LeMond         | Eric Vanderaerden | Robert Millar    | Andrew Hampsten       | Greg LeMond         | Gerrit Solleveld   | La Vie Claire          | Panasonic–Merckx–Agu | Eduardo Chozas      |
| 18             | Bernard Hinault       | Greg LeMond         | Eric Vanderaerden | Greg LeMond      | Andrew Hampsten       | Greg LeMond         | Gerrit Solleveld   | La Vie Claire          | Panasonic–Merckx–Agu | Bernard Hinault     |
| 19             | Julián Gorospe        | Greg LeMond         | Eric Vanderaerden | Bernard Hinault  | Andrew Hampsten       | Greg LeMond         | Gerrit Solleveld   | La Vie Claire          | Panasonic–Merckx–Agu | Julián Gorospe      |
| 20             | Bernard Hinault       | Greg LeMond         | Eric Vanderaerden | Bernard Hinault  | Andrew Hampsten       | Greg LeMond         | Gerrit Solleveld   | La Vie Claire          | Panasonic–Merckx–Agu | neuděleno           |
| 21             | Erich Maechler        | Greg LeMond         | Eric Vanderaerden | Bernard Hinault  | Andrew Hampsten       | Greg LeMond         | Gerrit Solleveld   | La Vie Claire          | Panasonic–Merckx–Agu | Dirk De Wolf        |
| 22             | Guido Bontempi        | Greg LeMond         | Eric Vanderaerden | Bernard Hinault  | Andrew Hampsten       | Greg LeMond         | Gerrit Solleveld   | La Vie Claire          | Panasonic–Merckx–Agu | Éric Caritoux       |
| 23             | Guido Bontempi        | Greg LeMond         | Eric Vanderaerden | Bernard Hinault  | Andrew Hampsten       | Greg LeMond         | Gerrit Solleveld   | La Vie Claire          | Panasonic–Merckx–Agu | neuděleno           |
| Konečné pořadí | Konečné pořadí        | Greg LeMond         | Eric Vanderaerden | Bernard Hinault  | Andrew Hampsten       | Greg LeMond         | Gerrit Solleveld   | La Vie Claire          | Panasonic–Merckx–Agu | Bernard Hinault     |

## Konečné pořadí
| Legenda | Legenda                              | Legenda | Legenda                                 |
| ------- | ------------------------------------ | ------- | --------------------------------------- |
|         | Označuje vítěze celkového pořadí.    |         | Označuje vítěze bodovací soutěže.       |
|         | Označuje vítěze vrchařské soutěže.   |         | Označuje vítěze soutěže mladých jezdců. |
|         | Označuje vítěze kombinované soutěže. |         | Označuje vítěze sprinterské soutěže.    |

### Celkové pořadí
| Pořadí | Jezdec                   | Tým                    | Čas          |
| ------ | ------------------------ | ---------------------- | ------------ |
| 1      | Greg LeMond (USA)        | La Vie Claire          | 110h 35' 19" |
| 2      | Bernard Hinault (FRA)    | La Vie Claire          | + 3' 10"     |
| 3      | Urs Zimmermann (SUI)     | Carrera Jeans–Vagabond | + 10' 54"    |
| 4      | Andrew Hampsten (USA)    | La Vie Claire          | + 18' 44"    |
| 5      | Claude Criquielion (BEL) | Hitachi–Robland        | + 24' 36"    |
| 6      | Ronan Pensec (FRA)       | Peugeot–Shell          | + 25' 59"    |
| 7      | Niki Rüttimann (SUI)     | La Vie Claire          | + 30' 52"    |
| 8      | Álvaro Pino (ESP)        | Zor–BH                 | + 33' 00"    |
| 9      | Steven Rooks (NED)       | PDM–Concorde           | + 33' 22"    |
| 10     | Yvon Madiot (FRA)        | Système U              | + 33' 27"    |

### Bodovací soutěž
| Pořadí | Jezdec                           | Tým                    | Body |
| ------ | -------------------------------- | ---------------------- | ---- |
| 1      | Eric Vanderaerden (BEL)          | Panasonic–Merckx–Agu   | 277  |
| 2      | Jozef Lieckens (BEL)             | Joker–Emerxil–Merckx   | 232  |
| 3      | Bernard Hinault (FRA)            | La Vie Claire          | 210  |
| 4      | Greg LeMond (USA)                | La Vie Claire          | 210  |
| 5      | Guido Bontempi (ITA)             | Carrera Jeans–Vagabond | 166  |
| 6      | Claude Criquielion (BEL)         | Hitachi–Robland        | 156  |
| 7      | Jean-Philippe Vandenbrande (BEL) | Hitachi–Robland        | 149  |
| 8      | Frank Hoste (BEL)                | Fagor                  | 146  |
| 9      | Steve Bauer (CAN)                | La Vie Claire          | 132  |
| 10     | Urs Zimmermann (SUI)             | Carrera Jeans–Vagabond | 125  |

### Vrchařská soutěž
| Pořadí | Jezdec                      | Tým                    | Body |
| ------ | --------------------------- | ---------------------- | ---- |
| 1      | Bernard Hinault (FRA)       | La Vie Claire          | 351  |
| 2      | Luis Herrera (COL)          | Café de Colombia–Varta | 270  |
| 3      | Greg LeMond (USA)           | La Vie Claire          | 265  |
| 4      | Urs Zimmermann (SUI)        | Carrera Jeans–Vagabond | 191  |
| 5      | Eduardo Chozas (ESP)        | Teka                   | 172  |
| 6      | Samuel Cabrera (COL)        | Reynolds               | 162  |
| 7      | Ronan Pensec (FRA)          | Peugeot–Shell          | 139  |
| 8      | Andrew Hampsten (USA)       | La Vie Claire          | 133  |
| 9      | Claude Criquielion (BEL)    | Hitachi–Robland        | 123  |
| 10     | Jean-François Bernard (FRA) | La Vie Claire          | 105  |

### Soutěž mladých jezdců
| Pořadí | Jezdec                      | Tým                      | Čas          |
| ------ | --------------------------- | ------------------------ | ------------ |
| 1      | Andrew Hampsten (USA)       | La Vie Claire            | 110h 54' 03" |
| 2      | Ronan Pensec (FRA)          | Peugeot–Shell            | +7' 15"      |
| 3      | Jean-François Bernard (FRA) | La Vie Claire            | + 17' 01"    |
| 4      | Jesús Blanco (ESP)          | Teka                     | +44' 32"     |
| 5      | Peter Stevenhaagen (NED)    | PDM–Concorde             | + 51' 56"    |
| 6      | Primož Čerin (YUG)          | Malvor–Bottecchia–Sidi   | + 55' 56"    |
| 7      | Dag Otto Lauritzen (NOR)    | Peugeot–Shell            | + 57' 03"    |
| 8      | Silvano Contini (ITA)       | Gis Gelati               | + 1h 03' 34" |
| 9      | Heriberto Urán (COL)        | Postobón–Manzana–Ryalcao | + 1h 17' 51" |
| 10     | Jean-Claude Leclercq (FRA)  | Kas                      | + 1h 21' 59" |

### Kombinovaná soutěž
| Pořadí | Jezdec                      | Tým                    | Body |
| ------ | --------------------------- | ---------------------- | ---- |
| 1      | Greg LeMond (USA)           | La Vie Claire          | 87   |
| 2      | Bernard Hinault (FRA)       | La Vie Claire          | 87   |
| 3      | Claude Criquielion (BEL)    | Hitachi–Robland        | 68   |
| 4      | Urs Zimmermann (SUI)        | Carrera Jeans–Vagabond | 61   |
| 5      | Andrew Hampsten (USA)       | La Vie Claire          | 59   |
| 6      | Jean-François Bernard (FRA) | La Vie Claire          | 54   |
| 7      | Eduardo Chozas (ESP)        | Teka                   | 49   |
| 8      | Julián Gorospe (ESP)        | Reynolds               | 45   |
| 9      | Ronan Pensec (FRA)          | Peugeot–Shell          | 41   |
| 10     | Samuel Cabrera (COL)        | Reynolds               | 38   |

### Sprinterská soutěž
| Pořadí | Jezdec                    | Tým                    | Body |
| ------ | ------------------------- | ---------------------- | ---- |
| 1      | Gerrit Solleveld (NED)    | Kwantum–Decosol–Yoko   | 305  |
| 2      | Dirk De Wolf (BEL)        | Hitachi–Robland        | 170  |
| 3      | Dominique Arnaud (FRA)    | Reynolds               | 145  |
| 4      | Johan van der Velde (NED) | Panasonic–Merckx–Agu   | 86   |
| 5      | Julián Gorospe (ESP)      | Reynolds               | 60   |
| 6      | Régis Simon (FRA)         | RMO–Cycles Méral–Mavic | 57   |
| 7      | Adri van der Poel (NED)   | Kwantum–Decosol–Yoko   | 55   |
| 8      | Guido Winterberg (SUI)    | La Vie Claire          | 50   |
| 9      | Greg LeMond (USA)         | La Vie Claire          | 49   |
| 10     | Eduardo Chozas (ESP)      | Teka                   | 45   |

### Soutěž týmů
| Rank | Team                   | Time         |
| ---- | ---------------------- | ------------ |
| 1    | La Vie Claire          | 331h 35' 48" |
| 2    | Peugeot–Shell          | + 1h 51' 50" |
| 3    | Système U              | + 2h 00' 50" |
| 4    | PDM–Concorde           | + 2h 23' 50" |
| 5    | Carrera Jeans–Vagabond | + 2h 26' 36" |
| 6    | Fagor                  | + 2h 28' 52" |
| 7    | Panasonic–Merckx–Agu   | + 2h 31' 08" |
| 8    | Teka                   | + 2h 43' 36" |
| 9    | Zor–BH                 | + 2h 43' 36" |
| 10   | Café de Colombia–Varta | + 2h 55' 45" |

### Bodovací soutěž týmů
| Pořadí | Tým                    | Body |
| ------ | ---------------------- | ---- |
| 1      | Panasonic–Merckx–Agu   | 1523 |
| 2      | La Vie Claire          | 1674 |
| 3      | Kas                    | 1869 |
| 4      | Seat–Orbea             | 2110 |
| 5      | Fagor                  | 2124 |
| 6      | Hitachi–Robland        | 2149 |
| 7      | Système U              | 2243 |
| 8      | Carrera Jeans–Vagabond | 2263 |
| 9      | Peugeot–Shell          | 2342 |
| 10     | Joker–Emerxil–Merckx   | 2483 |

## Zajímavosti
- Rivalita Hinaulta a LeMonda na Tour de France 1985 a 1986 byla předmětem dokumentu Slaying the Badger. Tento dokument je součástí série 30 for 30 vydávané televizní společností ESPN. Premiéra dokumentu, který byl postaven na stejnojmenné knize novináře Richarda Moora, proběhla 22. července 2014.[35]